# Benjamin Raich
Benjamin Raich, avstrijski alpski smučar, * 28. februar 1978, Arzl im Pitztal (Tirolska), Avstrija.
Raich, ki ga odlikujeta odlična tehnika in izredno kratek zavoj, je bil izvrsten že kot mladinec, saj se ponaša z več naslovi mladinskega svetovnega prvaka, najbolj pa je zablestel leta 1998 (Mont Blanc), ko je postal mladinski svetovni prvak v obeh svojih paradnih disciplinah, slalomu in veleslalomu ter bil tako nared tudi za višje izzive.
Že kar na svoji prvi tekmi za svetovni pokal je zasedel 10. mesto. Šestega januarja 1999 se je v Kranjski Gori po zaslugi sanjske druge vožnje povzpel na svoje prve stopničke, en dan kasneje, 7. januarja 1999 pa je Raich s številko 28 na nočnem slalomu v Schladmingu dosegel svojo prvo zmago v svetovnem pokalu, po tem, ko je bil po prvi vožnji šele 23.  
Na svetovnem prvenstvu leta 2001 v St. Antonu je osvojil srebrno medaljo v slalomu, isto sezono pa končal z malim kristalnim globusom za zmago v slalomski razvrstitvi svetovnega pokala.
Zimske olimpijske igre v Salt Lake Cityju so Raichu prinesle bronasti medalji v slalomu in kombinaciji, še bolj uspešno pa je bilo zanj svetovno prvenstvo v Bormiu leta 2005, kjer je osvojil medaljo kar na vsaki tekmi na kateri je nastopil: zlato v slalomu in kombinaciji, srebrno v veleslalomu ter bronasto v superveleslalomu.
Daleč najuspešnejša sezona Benjamina Raicha je bila sezona 2005/06. V tej sezoni je dosegel 7 zmag za svetovni pokal, februarja 2006 pa je na Olimpijskih igrah v Torinu osvojil zlato medaljo v slalomu in v veleslalomu. Tako je edini smučar v zgodovini svetovnega pokala, ki mu je uspel hat-trick, v enem letu je osvojil v eni disciplini zlato medaljo na svetovnem prvenstvu, zlato medaljo na olimpijskih igrah ter skupni seštevek. Poleg tega je Raich sezono zaključil z velikim kristalnim globusom za zmago v skupnem seštevku svetovnega pokala.
Ponaša se tudi z vzdevkom Mr. Nightrace, saj je absolutni rekorder Schladminga, na strmini Planai je že štirikrat zmagal, bil enkrat drugi ter dvakrat tretji. Je tudi rekorder kranjskogorskega veleslaloma, saj je v Podkorenu dobil veleslalom za svetovni pokal štirikrat. 
Skupno je Raich zmagovalec 36 tekem, kar ga v celotni zgodovini svetovnega pokala uvršča na 6.mesto (pred njim so še Stenmark, Maier, Tomba, Girardelli in Zurbriggen), poleg velikega kristalnega globusa pa je še dvakratni zmagovalec veleslalomskega seštevka (2005,2006) ter trikratni (2001, 2005, 2007) zmagovalec slalomskega seštevka, ter trikratni (2004, 2005, 2009) zmagovalec kombinacijskega seštevka svetovnega pokala.

## Zmage v svetovnem pokalu
| Datum             | Kraj               | Disciplina       |
| ----------------- | ------------------ | ---------------- |
| 7. januar 1999    | Schladming         | Slalom           |
| 10. januar 1999   | Flachau            | Veleslalom       |
| 17. januar 1999   | Wengen             | Slalom           |
| 26. februar 2000  | Yongpyong          | Veleslalom       |
| 18. marec 2000    | Bormio             | Veleslalom       |
| 14. januar 2001   | Wengen             | Slalom           |
| 21. januar 2001   | Kitzbühel          | Slalom           |
| 23. januar 2001   | Schladming         | Slalom           |
| 11. marec 2001    | Åre                | Slalom           |
| 21. december 2001 | Kranjska Gora      | Veleslalom       |
| 3. januar 2004    | Flachau            | Veleslalom       |
| 18. januar 2004   | Wengen             | Slalom           |
| 27. januar 2004   | Schladming         | Slalom           |
| 5. december 2004  | Beaver Creek       | Slalom           |
| 14. januar 2005   | Wengen             | Superkombinacija |
| 26. februar 2005  | Kranjska Gora      | Slalom           |
| 21. december 2005 | Kranjska Gora      | Veleslalom       |
| 7. januar 2006    | Adelboden          | Veleslalom       |
| 13. januar 2006   | Wengen             | Superkombinacija |
| 22. januar 2006   | Kitzbühel          | Kombinacija      |
| 3. februar 2006   | Chamonix           | Superkombinacija |
| 10. marec 2006    | Shigakogen         | Slalom           |
| 17. marec 2006    | Åre                | Veleslalom       |
| 12. november 2006 | Levi               | Slalom           |
| 6. januar 2007    | Adelboden          | Veleslalom       |
| 30. januar 2007   | Schladming         | Slalom           |
| 3. marec 2007     | Kranjska Gora      | Veleslalom       |
| 9.marec 2007      | Kvitfjell          | Superkombinacija |
| 18. marec 2007    | Lenzerheide        | Slalom           |
| 9. december 2007  | Bad Kleinkirchheim | Slalom           |
| 7. december 2008  | Beaver Creek       | Veleslalom       |
| 12. december 2008 | Val-d’Isère        | Superkombinacija |
| 10. januar 2009   | Adelboden          | Veleslalom       |
| 13. marec 2009    | Åre                | Veleslalom       |
| 11. december 2009 | Val-d’Isère        | Superkombinacija |
| 25. februar 2012  | Crans-Montana      | Superveleslalom  |

Od leta 2004 je v zvezi z avstrijsko alpsko smučarko Marlies Schild.